# Georgica Pettus
Georgica Jane Pettus (30 de agosto de 1997) é uma atriz norte-americana adolescente mais conhecida por seu papel, Sarah, no filme de terror chamado Paranormal Activity, e por estrelar o filme em português Atividade Paranormal 4.

## Biografia
Pettus começou a carreira aos 7 anos. Ela é modelo/atriz , Estuda na universidade UCLA.
Em 2012, Pettus foi escalada para o papel de Sarah no filme Atividade Paranormal 4, trabalhando ao lado de Kathryn Newton, Katie Featherston, Matt Shively, Aiden Lovekamp e Brady Allen, além de ganhar protagonismo na campanha viral do film. O filme ganhou o Young Artist Awards na categoria  "Favorite New Movie Horror" em 2012.   

## Filmografia
Cinema
| Ano  | Título                 | Papel | Notas |
| ---- | ---------------------- | ----- | ----- |
| 2012 | Atividade Paranormal 4 | Sarah |       |

## Prêmios e indicações
| Ano  | Prêmio              | Categoria | Filme ou Série                        |                     |
| ---- | ------------------- | --------- | ------------------------------------- | ------------------- |
| 2013 | Young Artist Awards | Venceu    | Melhor Performance em Filme de Terror | Paranormal Activity |